# Лобанов-Ростовский, Василий Михайлович Меньшой
Князь Василий Михайлович Лобанов-Ростовский по прозванию Меньшой (ум. 1611) — голова и воевода во времена правления Ивана IV Васильевича Грозного, Фёдора Ивановича, Бориса Годунова, Василия IV Ивановича Шуйского и в Смутное время.
Из княжеского рода Лобановы-Ростовские. Пятый сын князя Михаила Борисовича Лобанова-Ростовского записанного в 1551 году в третью статью московских детей боярских. Имел братьев, князей: Фёдора, Даниила, Василия Большого, Михаила, Ивана и Семёна Михайловичей.

## Биография

### Служба Ивану Грозному
В апреле 1577 года в Серпухове воевода "у судовых людей". В 1578 году первый воевода Сторожевого полка тульских войск. В 1579 году голова в походе на Лифляндию, а после первый осадный воевода в Черствине. В 1580 году первый воевода в Пронске, откуда велено ему ехать во Ржев собирать детей боярских. В 1581 году первый воевода Сторожевого полка в Коломне. В 1583 году первый воевода в Орешке.

#### Служба Фёдору Ивановичу
В 1589 году послан во Псков. В 1590 году голова в государевом полку в походе в Новгород и под Руговид. В 1591 году послан при войсках в Иван-город с хлебными запасами, а после упомянут воеводой Сторожевого полка на берегу Оки. В 1592 году воевода Большого полка тульских войск, потом второй воевода в Мценске, откуда велено ему быть в сходе в Новосиле с воеводой Сабуровым.  В 1594 году показан в дворянах, сидел пятым в Ответной палате при немецком посланнике. В мае 1595 года второй воевода Сторожевого полка на берегу Оки. В 1596-1597 годах воевода в Свияжске.

##### Служба Борису Годунову
В 1598 году в Кашире сперва третий, а после четвёртый воевода войск левой руки в походе против крымцев. В 1601 году встречал на первой и второй встречах при представлении Государю польских послов и в этом же году потчивал за государевым столом английского посла. В 1603 году встречал на крыльце польских послов при их представлении Государю.

###### Служба Василию Шуйскому
В декабре 1607 года встречал литовских послов на второй большой встрече в сенях, а Наум Плещеев встречал на крыльце, за что начал местничать с князем Василием Михайловичем Меньшим. В январе 1608 года при бракосочетании царя Василия Шуйского с княжной Екатериной (наречённой Марией) Петровной Буйносовой-Ростовской был первым при санях царицы в свадебном поезде и упомянут "царицыным бояриным". Во время венчания сидел в санях царицы и на царицыном месте для их оберегания. Жена его Соломонида была в числе приглашённых на свадьбу. В этом же году вновь году встречал на крыльце польских послов при их представлении Государю. Затем был воеводой во Владимире.
По историческим документам, 19 марта 1611 года, во вторник на Страстной неделе, была выжжена Москва поляками и побито много людей, в том числе и погиб князь Василий Михайлович Лобанов-Ростовский Меньшой.
По родословной росписи показан бездетным.

## Критика
В поколенной росписи поданной в 1682 году в Палату родословных дел указан только один князь Василий Михайлович без указания прозвания "Большой" и "Меньшой". Сыном князя Василий Михайловича показан боярин и князь Афанасий Васильевич, что позволяет по другим родословным книгам отождествлять его сыном князя Василия Михайловича "Большого". В связи с не упоминанием в разрядных книгах прозвания "Большой" и "Меньшой", то возможны смешивания служб и в частности: воеводство в 1579 годах в Чествине, в этом же году поход в качестве головы на Лифляндию, воеводство в Свияжске. В 1580 году воеводство в Пронске. В 1598 году служба в Кашире.